# Сен-Бонне-Лаваль
Сен-Бонне-Лаваль (фр. Saint Bonnet-Laval) — муніципалітет у Франції, у регіоні Окситанія, департамент Лозер. Сен-Бонне-Лаваль утворено 1 січня 2017 року шляхом злиття муніципалітетів Лаваль-Атже i Сен-Бонне-де-Монтору. Адміністративним центром муніципалітету є Сен-Бонне-де-Монтору. Населення — 256 осіб (01.01.2021).